# 独李村站
独李村站是位于陕西省三原县独李镇的一个铁路车站，邮政编码713811。车站建于1940年，有咸铜铁路经过该站，现仅办理货运，不办理客运业务，车站及其上下行区间均未电气化。车站距离咸阳站59公里，隶属西安铁路局，是四等站。